# Myotis scotti
Myotis scotti es una especie de murciélago de la familia Vespertilionidae.

## Distribución geográfica
Se encuentra en Etiopía.

## Hábitat
Su hábitat natural son: montañas  y matorrales, húmedos subtropicales o tropicales.

## Estado de conservación
Se encuentra amenazada de extinción por la pérdida de su hábitat natural.